# Saint-Jean-Roure
Saint-Jean-Roure är en kommun i departementet Ardèche i regionen Auvergne-Rhône-Alpes i sydöstra Frankrike. Kommunen ligger  i kantonen Saint-Martin-de-Valamas som ligger i arrondissementet Tournon-sur-Rhône. År 2022 hade Saint-Jean-Roure 264 invånare.

## Befolkningsutveckling
Antalet invånare i kommunen Saint-Jean-Roure
Referens: INSEE